# Saint-Lys
Saint-Lys là một xã ở tỉnh Haute-Garonne vùng Occitanie tây nam nước Pháp. Xã Saint-Lys nằm ở khu vực có độ cao trung bình 209 mét trên mực nước biển.